# Hydraecia osseola
Hydraecia osseola là một loài bướm đêm trong họ Noctuidae.